# Río Guadarranque (vattendrag i Spanien, Andalusien)
Río Guadarranque är ett vattendrag i Spanien.   Det ligger i provinsen Provincia de Cádiz och regionen Andalusien, i den södra delen av landet, 500 km söder om huvudstaden Madrid.